# Gorska železnica Nilgiri
Gorska železnica Nilgiri (NMR) je 1000 mm železnica v okrožju Nilgiris, Tamil Nadu, Indija, ki so jo zgradili Britanci leta 1908. Železnico upravlja Južna železnica in je edina zobata železnica v Indiji.
Železnica se zanaša na svojo floto parnih lokomotiv. NMR je prešla na dizelske lokomotive na odseku med Coonoorjem in Udhagamandalamom. Lokalno prebivalstvo in obiskovalci so vodili kampanjo za vrnitev na parne lokomotive.
Julija 2005 je UNESCO dodal gorsko železnico Nilgiri kot razširitev območja svetovne dediščine himalajske železnice Darjeeling. Stran je nato postala znana kot Gorske železnice Indije.

## Zgodovina
Leta 1854 so bili narejeni načrti za izgradnjo gorske železnice od Mettupalajama do hribovja Nilgiri. Vendar so odločevalci potrebovali 45 let, da so presekali birokratsko birokracijo in dokončali gradnjo. Proga je bila dokončana in odprta za promet junija 1899. Najprej jo je upravljala železnica Madras v skladu s sporazumom z vlado.
Železniška družba Madras je dolgo časa upravljala železniško progo v imenu vlade, dokler je ni kupila južnoindijska železniška družba.
Leta 1907 je železnica dobila štiri lokomotive Double Fairlie za delo na progi. Bile so del serije, ki jo je v letih 1879 in 1880 izdelalo podjetje Avonside Engine Company za servisiranje v Afganistanu, vendar so bile v skladišču od leta 1887. Fairlies so se uporabljali vsaj do leta 1914.
Sprva je bil Coonoor zadnja postaja na progi. Septembra 1908 je bila proga podaljšana do Fernhilla. Do 15. oktobra 1908 je bila razširjena na Udagmandalam. Te razširitve iz Coonoorja na istem merilniku na razdalji 18,91 km so bile narejene po ceni ₹ 2.440.000.
- Krivulja na NMR
- Krivulja na NMR
- Železniški most med Coonoorjem in Udhagamandalamom v 1870-ih
- Slika prikazuje tirnice in zobnik leta 1900

## Operaterji
NMR in vsa njegova sredstva, vključno s postajami, progo in tirnimi vozili, pripadajo indijski vladi in jih upravlja ministrstvo za železnice. Južna železnica opravlja vsakodnevno vzdrževanje in upravljanje, vendar je za delovanje, vzdrževanje in popravilo NMR odgovornih več programov, oddelkov in oddelkov indijskih železnic.

## Zobna letev in zobnik
Med Mettupalayamom in Coonoorjem proga uporablja sistem Abt z zobato letvijo za vzpenjanje po strmem naklonu. NMR je edina zobata železnica v Indiji.
- Delovanje zobate letve
- Zobnik viden med dvema tiroma
- Začetek zobnikov po Kallarju
- Abt sistem

## Tirna vozila
NMR uporablja parne lokomotive razreda 'X', ki jih večino proizvaja Swiss Locomotive and Machine Works iz Winterthurja v Švici, na delu z zobato letvijo svojih tirov. Lokomotive razreda X so stare do osem desetletij, a najnovejša je bila dokončana avgusta 2021 v delavnicah Golden Rock v Indiji. Te lokomotive dajejo NMR poseben čar, saj prepeljejo številne potnike v Coonoor in Udhagamandalam, prečkajo 45,8 kilometrov, 108 ovinkov, 16 predorov in 250 mostov.
Parne lokomotive se lahko uporabljajo na katerem koli delu proge, medtem ko lahko dizelske lokomotive delujejo le na odseku med Coonoorjem in Udagamandalamom.
Vsak dizelski motor tehta malo več kot 50 ton. Imajo pilotni in primarni gorilnik. V ločenih rezervoarjih je približno 850 litrov dizelskega goriva in 2250 litrov kurilnega olja. Vlečna zmogljivost tega novega motorja je 97,6 ton. Teče lahko s hitrostjo 30 kilometrov na uro po ravninah in 15 kilometrov na uro pri vzpenjanju po klancu. Prihod novih motorjev je odpravil motnje v delovanju, ki so se pogosto pojavljale.
Parne lokomotive so razporejene na koncu vlaka navzdol (Mettupalayam). Povprečni naklon v tem odseku je 4,08 %, največ pa 8,33 %. Med Coonoorjem in Udagamandalamom vlak upravlja dizelska lokomotiva YDM4, ki uporablja običajna načela oprijema tirnic. Na tem odseku je lokomotiva vedno na koncu vlaka Coonoor, saj čeprav proga ni dovolj strma, da bi potrebovali tirnico, je vladajoči naklon iz Coonoorja strm pri 4 %.
Južna železnica izvede večino popravil lokomotiv v lopi Coonoor, vendar je obnovila veliko parnih lokomotiv v delavnicah Golden Rock. Veliko popravil vagonov poteka v Mettupalajamu. Tako kot pri lokomotivah tudi vagoni potekajo v eni izmed večjih železniških delavnic.

## Potek
Pot navzgor traja približno 290 minut (4,8 ure), pot navzdol pa 215 minut (3,6 ure). Ima najbolj strmo progo v Aziji z največjim naklonom 8,33 %. V obdobju Meter Gauge v 1990-ih je Nilgiri Express vozil neposredno med Čenajem (takrat Madras) in Udhagamandalam (takrat Ooty). Časi so bili: - Madras 21.00; Ooty 10.20 & v povratku:- Ooty 16.30; Madras 05.50. Vendar so ga ustavili, potem ko je bil NMR leta 1994 vpisan na Unescov seznam svetovne dediščine. Od leta 2007 dnevni vlak prečka odsek zobnikov, ki začne iz Mettupalayama ob 07.10 in doseže Udhagamandalam opoldne. Povratni vlak začne iz Udhagamandalama ob 14.00 in prispe ob 17.35. Vlak naj bi se povezal z Nilgiri Expressom, ki potuje iz Mettupalayama v Čennai prek Coimbatoreja. V aprilu in maju poteka posebna poletna služba, ki se začne iz Mettupalayama ob 9.30 in iz Udhagamandalama ob 12.15. Med Coonoorjem in Udagamandalamom dnevno vozijo štirje vlaki v vsako smer.
Čeprav NMR dobavlja omrežne računalniške sisteme za izdajanje vozovnic za nadaljnja potovanja, še vedno izdaja ročne vozovnice v slogu Edmondson za potovanje Udhagamandalam-Mettupalayam, da ohrani svoj status 'svetovne dediščine'. Rezervacija vozovnic je podobna običajnim vlakom in jo je mogoče opraviti prek spletnega mesta indijskih železnic. Priporočljivo je, da vstopnice rezervirate dovolj vnaprej, še posebej v glavni sezoni.

### Postaje
- Mettupalayam (MTP) ima progo 1676 mm blizu križišča Coimbatore. Potniki prečkajo peron, da se vkrcajo na NMR. Tam je manjša lopa za lokomotive in vagonske delavnice za progo. Ko zapusti Mettupalayam, je linija obdelana z oprijemom in se dejansko spusti za kratko razdaljo, preden prečka reko Bhavani, nato pa se začne rahlo vzpenjati.
- Kallar (QLR) je zaprt kot potniška postaja, čeprav se tam začne zobnik. Ko vlak zapusti postajo, je naklon 8,33 %.
- Adderly (ADY) se uporablja samo kot vodna postaja
- Hillgrove (HLG) je blok postaja in vodna postaja z osvežilnimi pijačami za potnike.
- Runneymede (RME) se uporablja samo kot vodna postaja
- Kateri Road (KXR): vlaki se tam ne ustavljajo več. Predlagani načrt za preoblikovanje v zgodovinsko železniško turistično središče
- Coonoor (ONR) je glavna vmesna postaja, ki je v bližini lokomotivskih delavnic in zgornjega dela zobnika. Vlaki se morajo na kratki razdalji obrniti, preden nadaljujejo vzpon proti Udhagamandalamu. Običajno je, da se lokomotiva tam zamenja z dizelskim pogonom, ki se običajno uporablja za vse vlake do Udhagamandalama.
- Wellington (WEL)
- Aravankadu (AVK)
- Ketti (KXE)
- Lovedale (LOV): Od kratke razdalje pred Lovedale se linija spusti v Udhagamandalam.
- Fern Hill (FER): Od kratke razdalje za Lovedaleom se proga spusti v Udhagamandalam, ki se zdaj uporablja kot turistično počivališče železniškega uradnika.
- Stara koda Udhagamandalam (UAM) (Ootacamund OND) je ohranila veliko svoje opreme iz obdobja Raja. Poleg prvotne stavbe iz leta 1908 upravlja razpršilnik vode za parne lokomotive in tehtnico, ki jo je leta 1907 izdelal Hendry Boomley & Son iz Birminghama.[8]

- Železniška postaja Mettupalayam
- Železniška postaja Kallar
- Železniška postaja Hillgrove
- Železniška postaja Coonoor
- Železniška postaja Wellington
- Železniška postaja Aruvankadu
- Železniška postaja Ketti
- Železniška postaja Lovedale
- Železniška postaja Udhagamandalam
- Runneymede
- Železniška postaja Hillgrove

## V popularni kulturi
Postaja Coonoor je bila ena od dveh uporabljenih lokacij v filmu Davida Leana Prehod v Indijo. Postaja Coonoor in njena dediščinska lokomotiva se pojavljata v številnih indijskih filmih. Postaja Wellington najde mesto v večini filmov, ki prikazujejo zgodbo indijske vojske ali vojaškega urjenja, predvsem zaradi MRC indijskega vojaškega polka, Defence Services Staff College, Cantonment in Cordite Factory. Postaja Ketti je bila uporabljena kot lokacija v malajalamskem filmu Poletje v Betlehemu. Postaja Lovedale je predstavljena v filmih, vključno s tamilsko uspešnico Moonram Pirai. Znana hindujska pesem Čaija Čaija iz Dil Se.. je bila posneta na strehi NMR. Postaja Udhagamandalam je bila prikazana v tamilskih in drugih južnoindjskih filmih. Vidno je predstavljen v nekaterih bollywoodskih filmih. Ena od lokomotiv razreda X na gorski železnici Nilgiri je bila model za Ašimo v filmu Thomas & Friends: The Great Race. Ašima se je pojavila tudi v 22., 23. in 24. sezoni Thomas & Friends.
V Združenem kraljestvu je BBC leta 2010 posnel tri dokumentarne filme o gorskih železnicah v Indiji, ki so v drugem programu predstavili NMR. (Prvi film pokriva himalajsko železnico Darjeeling in tretji film, železnico Kalka-Šimla) Filme so režirali Tarun Bhartiya, Hugo Smith in Nick Mattingly, produciral pa Gerry Troyna. Serija je junija 2010 prejela nagrado UK Royal Television Society Award.
NMR je bila predstavljena tudi v epizodi Great Railway Journeys of the World Deccan.